# Arroyo del Sauce (Lavalleja)
El arroyo del Sauce es un curso de agua uruguayo que atraviesa el departamento de Lavalleja, perteneciente a la Cuenca de la laguna Merín.
Nace en la Cuchilla Grande, desemboca en el río Olimar Chico tras recorrer alrededor de 27 km.
- Datos: Q5495366